# Kovács Ádám (színművész)
Kovács Ádám (1982. december 7. –) magyar színművész.

## Életpályája
1982-ben született. A budapesti Kölcsey Ferenc Gimnáziumban érettségizett. 2005-2009 között a Színház- és Filmművészeti Egyetem hallgatója volt. Szabadúszó színészként dolgozik.
Testvére Kovács Patrícia színésznő.

## Filmes és televíziós szerepei
- Átok (2012)
- Munkaügyek (2013)
- Free entry (2014)
- Tömény történelem (2016)
- Holnap tali! (2016)
- A mi kis falunk (2022)
- Mellékhatás (2023)